# 1. HŠK Građanski Zagreb

1. HŠK Građanski Zagreb a fost un club cu sediul în Zagreb, fondat în anul 1911. Clubul a evoluat în Campionatul de fotbal al Reagatului Iugoslaviei. În anul 1945 clubul s-a desființat.
A participat deseori în Cupa Mitropa.

## Palmares
- Prima Ligă Iugoslavă
  - Campioana (5): 1923, 1926, 1928, 1936–37, 1939–40

- Campionatul Statului Independent al Croației: 1943

- Cupa Mitropa
  - Semifinalistă: 1940